# Arnulfo Arias Madrid
Arnulfo Arias Madrid (Penonomé, 15 de agosto de 1901 – Coral Gables, 10 de agosto de 1988) foi um diplomata e político panamenho. Foi três vezes presidente da república por breves períodos, de 1940 a 1941, de 1949 a 1951 e durante 1968, sucessivamente deposto por golpes de estado.